# Бен Кеј
Бен Кеј (енгл. Ben Kay; 14. децембар 1975) бивши је енглески рагбиста. Целу професионалну каријеру је провео у најтрофејнијем енглеском тиму Лестеру. Био је одличан тандем у другој линија скрама, са Мартином Џонсоном. Са Лестером је освојио 6 титула првака Енглеске (2000, 2001, 2002, 2007, 2009 и 2010) и 2 титуле првака Европе (2001, 2002). За репрезентацију Енглеске дебитовао је 2. јуна 2001, у мечу против Канаде. У купу шест нација 2002, постигао је есеј против Ирске. Био је један од кључних играча у златној генерацији "црвених ружа" која је 2003, освојила гренд слем у купу шест нација и титулу првака света. Одиграо је 2 меча за британске и ирске лавове, на турнеји на Новом Зеланду 2005. Играо је на свим утакмицама на светском првенству 2007. Само четворица енглеских рагбиста су играли у два финала светских првенстава Вилкинсон, Викери,Робинсон и Кеј). Ожењен је и има једну ћерку. Поред рагбија, прати и фудбал и навијач је Ливерпула.